# Strozzi
Die Strozzi sind eine alte Florentiner Patrizierfamilie, die bereits im 13. Jahrhundert nachweisbar ist, sich früh in mehrere Zweige aufteilte und im 14. Jahrhundert eine wesentliche Rolle spielte. Ihr Reichtum gründete sich auf Bankgeschäfte, bei ihrem politischen Engagement standen sie zumeist den Medici entgegen und wurden von diesen mehrfach verbannt. Im 15. und 16. Jahrhundert traten die Strozzi als Mäzene auf, darüber hinaus waren Familienangehörige auf literarischem, künstlerischem und religiösem Gebiet tätig.
Der Palazzo Strozzi in Florenz wurde im Auftrag von Filippo Strozzi um 1489–1539 errichtet. Lorenzo Francesco Strozzi (1674–1742) war der 1. päpstlich-römische Fürst von Forano, 2. Herzog von Bagnolo; seine Nachkommenschaft starb mit Fürst Roberto Strozzi (1861–1951) in männlicher Linie aus. Der Palazzo Strozzi wurde 1937 an das Istituto Nazionale delle Assicurazioni verkauft

Wappen der Familie Strozzi
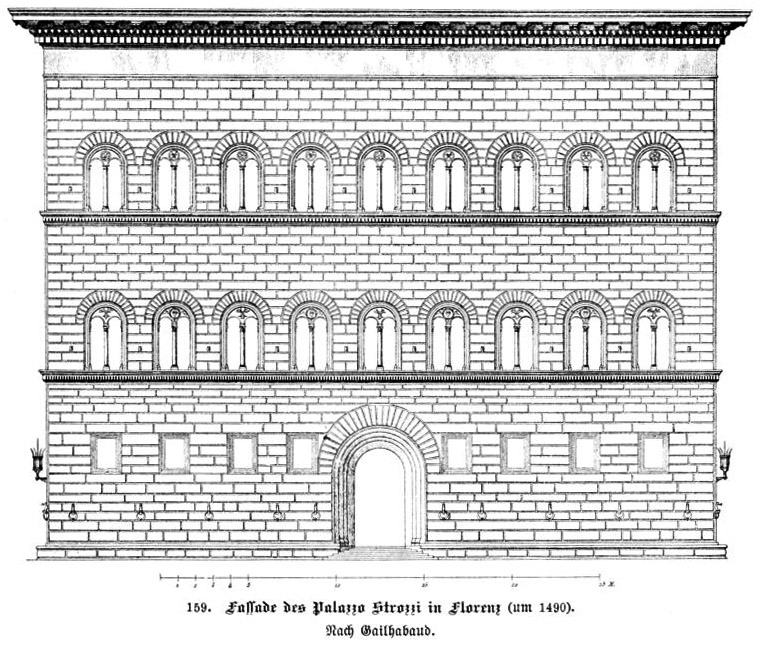
Palazzo Strozzi (Florenz)

## Bekannte Familienmitglieder
- Tommaso Strozzi war 1378 Sprecher der Ciompi beim Ciompi-Aufstand. Er hatte die Kapelle Strozzi di Mantova in der Basilika von Santa Maria Novella in Florenz. Er wanderte nach Mantua aus und wurde 1382 von den Gonzaga aufgenommen.
- Palla Strozzi (1372–1462) war ein Politiker und Humanist, der griechische Studien in Florenz und Padua förderte. Er lernte bei Manuel Chrysoloras (1353–1415) und gründete im Kloster Santa Trinita die erste öffentliche Bibliothek in Florenz.
- Zanobi Strozzi (1412–1468), Maler, Schüler von Fra Angelico (1395–1455)
- Matteo Strozzi war der Ehemann von Alessandra Macinghi (1407–1471), einer berühmten Schriftstellerin; zu seiner Jugendzeit war Tommaso Parentucelli, der spätere Papst Nikolaus V. Lehrer in der Familie Strozzi
- Filippo Strozzi, genannt il Vecchio, der Ältere (1428–1491),
- Filippo Strozzi, genannt il Giovane, der Jüngere (1488–1538) ⚭ Clarice de’ Medici (1493–1528), eine Schwester von Lorenzo di Piero de’ Medici
- Piero Strozzi (1510–1558) ⚭ 1539 Laudomia de’ Medici, Schwester von Lorenzino de’ Medici.
- Filippo Strozzi (1541–1582).
- Leone Strozzi (1515–1554) trat dem Malteserorden bei und wurde später ein bekannter Admiral in französischen Diensten und im Kampf gegen die Medici; er starb an den Verletzungen, die er beim Angriff auf Scarlino erhalten hatte.
- Roberto Strozzi ⚭ 1539 Maddalena de’ Medici († 14. April 1583), eine Schwester von Lorenzino de’ Medici
- Tito Vespasiano Strozzi (1425–1505), italienischer Humanist
- Ercole Strozzi (1471–1508), italienischer Adliger, Humanist und Dichter
- Giovan Battista Strozzi, genannt il Vecchio, der Ältere (1505–1571), italienischer Dichter
- Giovan Battista Strozzi, genannt il Giovane, der Jüngere (1551–1634), italienischer Schriftsteller
- Pietro Strozzi, Opernkomponist, war ein Mitglied der Florentiner Camerata von 1573 bis in die späten 1580er.
- Bernardo Strozzi, genannt il Prete Genovese und il Cappuccino (1581–1644) italienischer Maler.
- Carlo Strozzi, Senator (1587–1671), baute eine wichtige Bibliothek auf und stellte eine wertvolle Sammlung zusammen, die als Carle Strozziane bekannt wurde, und deren Hauptteil sich heute in den Staatsarchiven in Florenz befindet. Er war der Autor einer unveröffentlichten Storietta della città di Firenze sowie einer Storia della casa Barberini (Rom, 1640).
- Barbara Strozzi (1619–1677), Barockmusikerin
- Clarice Strozzi, geborene de’ Medici (1493–1528), Angehörige der älteren Linie der Medici und seit 1508 mit Filippo Strozzi dem Jüngeren, einem Florentiner Bankier, verheiratet
- Maria Katharina Strozzi (1633–1714), österreichische Adlige, Gründerin und Namensgeberin der Wiener Vorstadt Strozzigrund

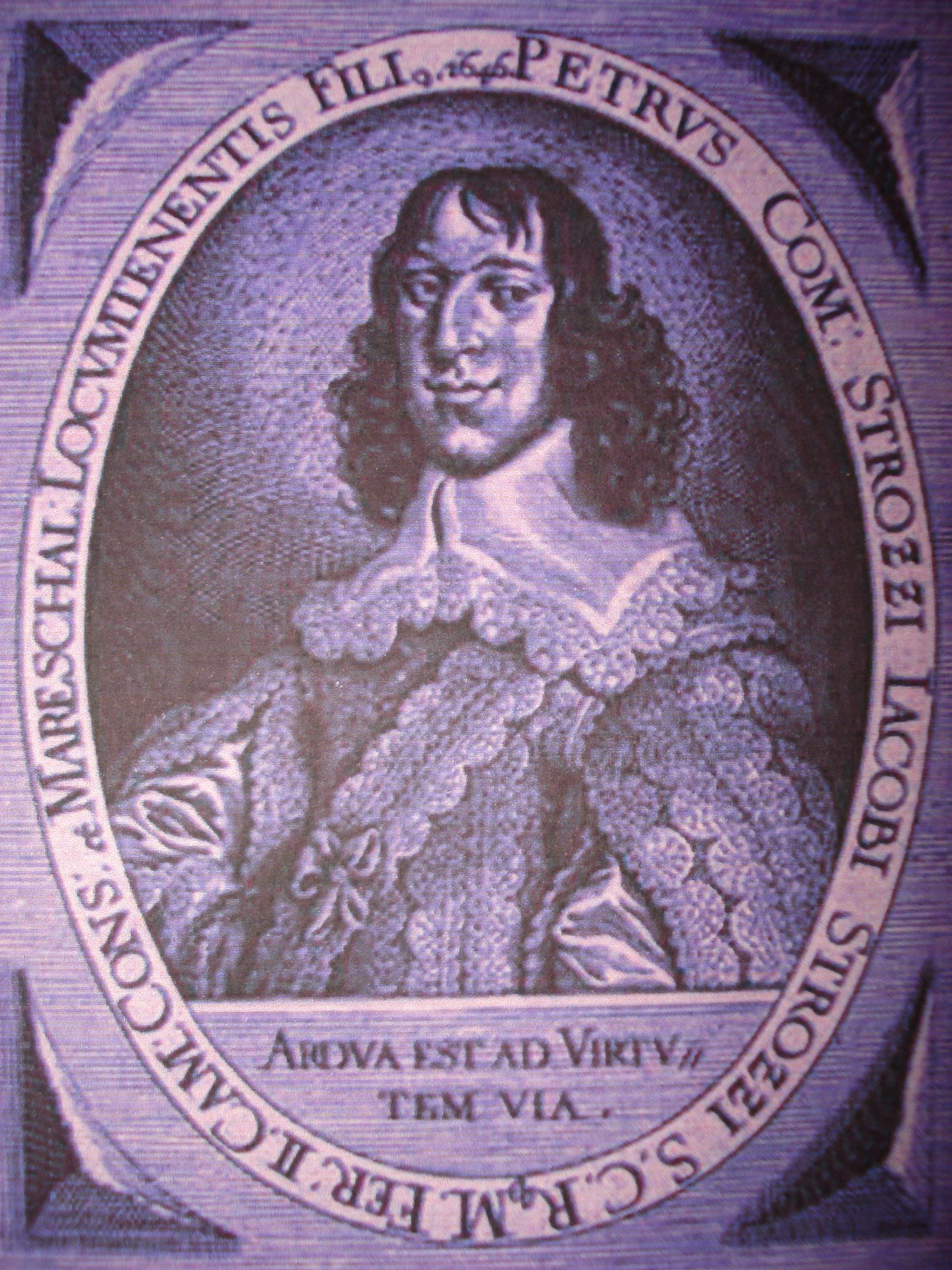
Graf Peter Strozzi (1626–1664)

- Peter Strozzi (1626–1664), Graf, kaiserlicher Kämmerer und General-Feldmarschalllieutenant; Befehlshaber bei der Belagerung von Neu-Zrin im Norden Kroatiens, wo er fiel[1]